# Microlenecamptus signatus
Microlenecamptus signatus är en skalbaggsart som först beskrevs av Aurivillius 1914.  Microlenecamptus signatus ingår i släktet Microlenecamptus och familjen långhorningar.
Artens utbredningsområde är:
- Laos.
- Burma.

Inga underarter finns listade i Catalogue of Life.